# Saudosa Maloca (escola de samba)
O GRSCES Saudosa Maloca é uma escola de samba da cidade de São Paulo, sediada no Bairro da Barra Funda. O nome da escola é inspirado na canção de mesmo nome composta por Adoniran Barbosa.

## Carnavais
| Ano  | Colocação | Grupo | Enredo | Carnavalesco | Ref.        |
| 2019 | Campeã | Pleiteantes | O Canto ecoou a força de uma raça, liberdade e a luta de um povo guerreiro.                                            | Jéssica Costa | [ 2 ]       |
| 2020 | Campeã | Acesso 3 de Bairros | Com diversidade, cultura e alegria. Pelos continentes a Saudosa leva o samba que contagia!                             | Jéssica Costa | [ 3 ]       |
| ---- | --- | --- | --- | --- | ----------- |
| 2021 | Inicialmente adiados para o mês de julho, os desfiles do Carnaval 2021 foram cancelados devido a pandemia de Covid-19. | Inicialmente adiados para o mês de julho, os desfiles do Carnaval 2021 foram cancelados devido a pandemia de Covid-19. | Inicialmente adiados para o mês de julho, os desfiles do Carnaval 2021 foram cancelados devido a pandemia de Covid-19. | Inicialmente adiados para o mês de julho, os desfiles do Carnaval 2021 foram cancelados devido a pandemia de Covid-19. | [ 4 ]       |
| 2022 | 4° Lugar | Acesso 2 de Bairros | Que rei sou eu? Do castelo real a corte do carnaval!                                                                   | Vágner Cavalcante | [ 5 ] [ 6 ] |
| 2023 | Campeã | Acesso 2 de Bairros | Amazônia - Lendas e encantos de um povo                                                                                | Vagner Cavalcante | [ 7 ]       |
| 2024 | Campeã | Acesso 1 de Bairros | Afar – A Travessia Africana                                                                                            | Vagner Cavalcante | [ 8 ]       |
| 2025 | 3° Lugar | Grupo Especial de Bairros                                                                                              | Agrura – Tempo de Liberdade                                                                                            | Vagner Cavalcante |             |
| 2026 | | Especial de Bairros | Ypuré - A Protetora Amazônica                                                                                          | Vagner Cavalcante |             |